# Clemens Gerhard
Clemens Gerhard (* 3. Juli 1967 in Hamburg) ist ein  deutscher Schauspieler, Synchronsprecher und Synchronregisseur.

## Leben
Nach der Schauspielschule 1992 schrieb und inszenierte Gerhard mit seinem Kollegen Joosten Mindrup die „Zucker & Salz Show“ in Hamburg. Mit dabei waren unter anderem auch Kirsten Nehberg, Stephan Kampwirth und Martin Glade. 
Nach verschiedenen Fernseh- und Theaterengagements ist er seit 1994 hauptsächlich als Sprecher für Dokumentationen, Werbung und als Synchronschauspieler tätig. Seine Stimme lieh er u. a. Blair Underwood, Justin Theroux, Jason Gedrick und Anderen. Von 1996 bis 2006 sprach er Steve Irwin († 4. September 2006) in der Dokuserie Crocodile Hunter. Er ist auch die deutsche Stimme von Feuerwehrmann Sam. 
In der schwedischen Serie GSI – Spezialeinheit Göteborg und der zuvor gedrehten Spielfilmtrilogie rund um den Polizisten Johan Falk synchronisiert er den Hauptdarsteller Jakob Eklund. Er ist u. a. auch als Kommentarsprecher für den NDR, ARD und das ZDF tätig. Außerdem ist er der Synchronsprecher von Zabuza Momochi aus Naruto.
Clemens Gerhard lebt in Hamburg und hat zwei Kinder.

## Synchronrollen (Auswahl)
- 2009: Für Zabuza Momochi in Naruto
- 1997: Für Jason Gedrick in Der letzte Pate (Miniserie) als Cross De Lena
- 2001–2004: Für Rodger Corser in McLeods Töchter (Fernsehserie) als Peter Johnson
- 2003: Für Toby Stephens in Poirot (Fernsehserie) als Philip Blake
- seit 2006: Für Cosmos-Verlag | in drei !!! als Kommissar Peters
- 2007–2008: Für Jason Gedrick in Desperate Housewives (Fernsehserie) als Rick Coletti
- 2007: Für Tadanobu Asano in Der Mongole als Temudjin
- 2014: Für Patrick Muldoon in Ein Hund rettet Ostern als Fred Stein
- 2018: Für Cole Hauser in Acts of Violence als Deklan MacGregor